# Szabolcs (Ort)
Szabolcs ist eine ungarische Gemeinde im Komitat Szabolcs-Szatmár-Bereg im Nordosten das Landes. Sie gehört seit 2013 zum Kreis Nyíregyháza, zuvor gehörte sie zum Kleingebiet Tiszavasvári. Zu Zeiten des Königreichs Ungarn befand sich der Ort im gleichnamigen historischen Komitat Szabolcs. Der Ort ist eine der ältesten fassbaren Siedlungen der Magyaren, Überreste einer großen mittelalterlichen Befestigungsanlage befinden sich hier.

## Lage, Umgebung und Ortsbild
Szabolcs erstreckt sich über eine Fläche von 5,88 Quadratkilometern und grenzt im Norden an die Auen der Theiß. Der Boden besteht aus Löss. Das Klima der Umgebung ist mäßig warm und trocken. Die Morphologie des Geländes ist durch alte Flussarme der Theiß und kleinere Sümpfe geprägt. Die Dorfmark war noch im 18. Jahrhundert von Eichenwäldern bewachsen, die Flussufer durch Auenwälder gestaltet. Bis zum Ende des 19. Jahrhunderts bestanden die Wohn- und Wirtschaftsgebäude des damaligen Straßendorfes hauptsächlich aus Lehmziegeln (Lehm aus den Flussauen) und die Dächer der Häuser waren mit Schilf gedeckt. Bis zur Eindeichung im 19. Jahrhundert gab es in Szabolcs neben Landwirtschaft, Tierhaltung und Forstwirtschaft auch Fischerei. Heute werden 70 bis 80 Prozent des Gebiets als Ackerland bewirtschaftet.

## Geschichte

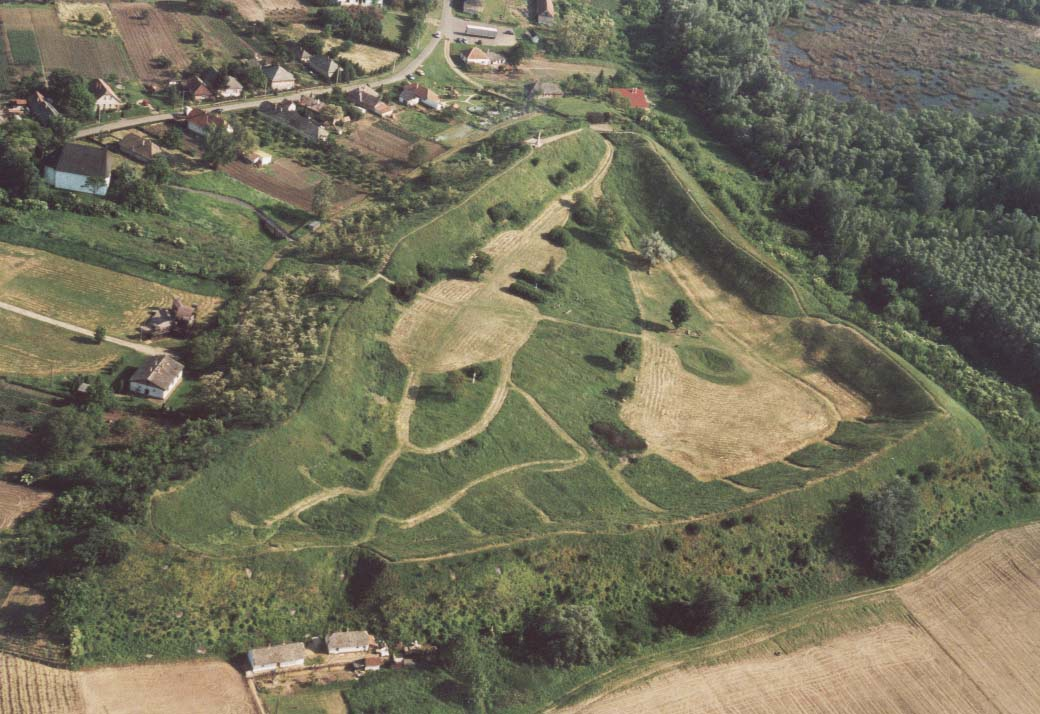
Die Überreste des Erdbefestigung von Szabolcs

Wenn man den unzuverlässigen Angaben der anonymen Gesta Hungarorum Glauben schenken möchte, dann erhielt der Ort, wie auch das Komitat, seinen (der Herkunft nach wohl turkischen) Namen nach einem Stammesfürsten (um 900), der in der Region siedelte und den Ort gegründet haben soll:
„Tunc Zobolsu vir sapientissimus considerans quendam locum iuxta Thysciam et, cum vidisset qualitatem loci, intellexit esse munitissimum ad castrum faciendum. Communi ergo consilio sociorum suorum congregatione facta civium fecit fossatam magnam, et castrum fortissimum edificavit de terra, quod nunc castrum Zobolsu nuncupatur.“
Übersetzung: Dann prüfte Szabolcs umsichtig und gewissenhaft einen Ort an der Theiß und erkannte seine Eigenschaften als günstig für stark befestigtes Lager. Er berief auf gemeinsamen Beschluss seiner Mitkämpfer eine Versammlung der Bürger ein, zog umfangreiche Schutzgräben und errichtete ein sicheres Lager aus Lehm, das heute Szabolcs genannt wird.
Aus reichhaltigen Funden in Szabolcs und Umgebung schließen manche Forscher, dass es in der ersten Hälfte des 10. Jahrhunderts in Szabolcs möglicherweise eine Goldschmiedewerkstatt gab, die diese Objekte herstellte. Da es sich bei den gefundenen Bestattungen um die reichsten Gräber im Karpatenbecken des 10. Jahrhunderts handelt, wird von manchen angenommen, dass sich in Szabolcs eine Zeit lang vor der ungarischen Staatsgründung auch der Sitz der ungarischen Herrscher befand. Die hier nach der Staatsgründung am 20. Mai 1092 auf der „Synode von Szabolcs“ unter dem Vorsitz von König Ladislaus I zustandegekommenen Resolutionen sind ein herausragendes Werk der ungarischen Rechtsgeschichte.
Nach der Mongoleninvasion verlor Szabolcs seine Bedeutung als Verwaltungssitz. Der Ort, der in den Jahrhunderten danach im Besitz verschiedener Adelsfamilien war, wurde im Zuge der Türkenkriege entvölkert. Nach dem gescheiterten Rákóczi-Aufstand zu Anfang des 18. Jahrhunderts wurde der Ort mit ungarischen (magyarischen) und ruthenischen Leibeigenen neu besiedelt. Gleichzeitig gelangte das Dorf – wahrscheinlich durch finanzielle Ablösung – in den Besitz neuer Grundbesitzer.

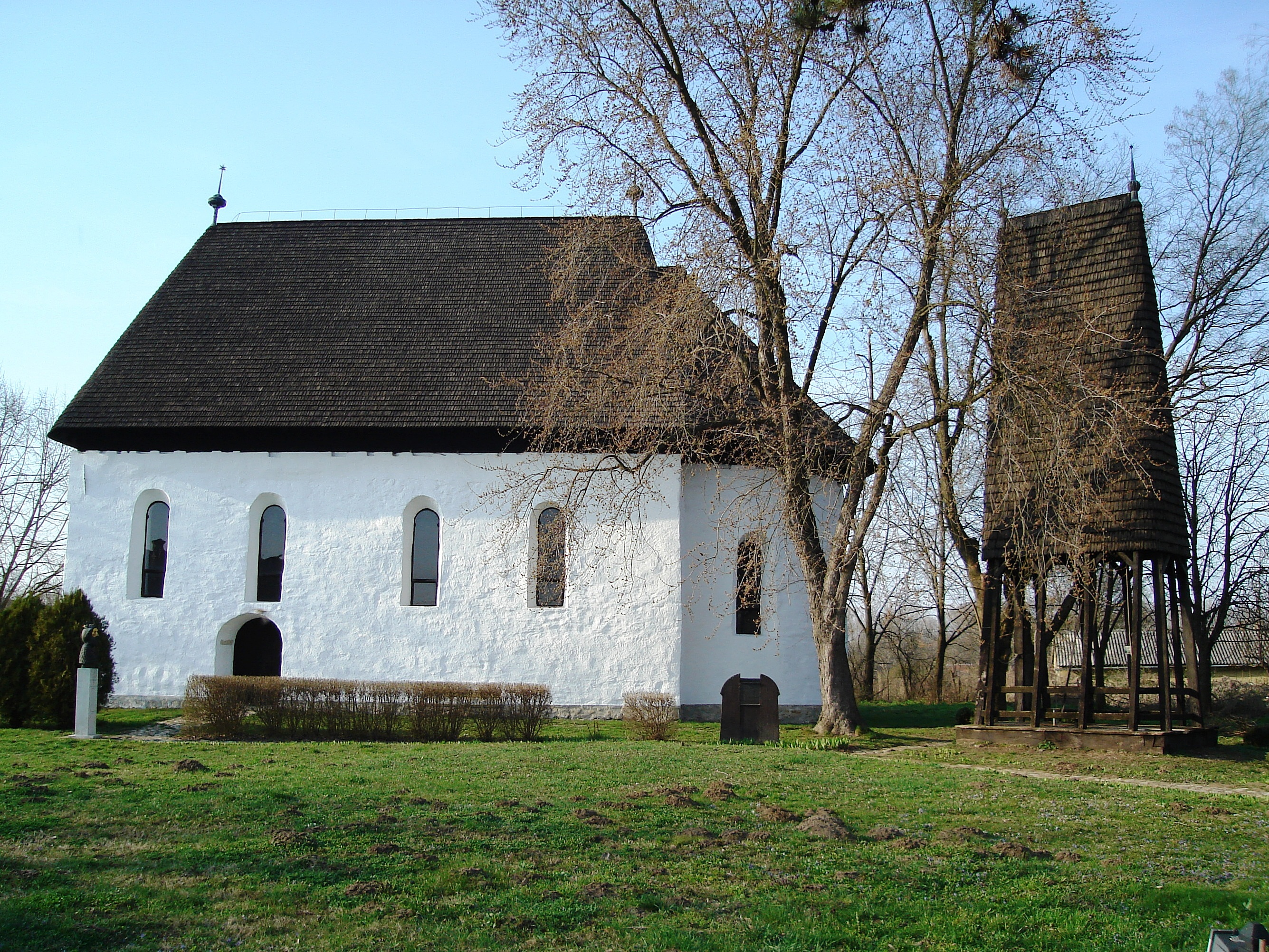
Die auf das Mittelalter zurückgehende reformierte Kirche in Szabolcs

Das Dorf erlebte in den 1900er Jahren eine Blütezeit. Zu dieser Zeit wurde die mittelalterliche Kirche vollständig umgebaut. Das reformierte Dorf erhielt auch eine neue Schule. All dies wurde durch den Willen von András Mudrány ermöglicht, der 1892 auch sein Herrenhaus der reformierten Kirche zum Zweck einer Pfarrei schenkte. Das Dorf, das 1880 noch 651 Seelen zählte, erreichte 1960 mit einer Wohnbevölkerung von 831 ihren Höhepunkt. Seitdem ist die Bevölkerung wieder erheblich gesunken, obwohl das Dorf mit dem benachbarten Ort Timari zusammengeschlossen wurde. Die archäologische Erforschung seit den 1960er Jahren kann neben der landschaftlichen Umgebung aber dazu beitragen, dass der Ort eine gewisse touristische Zukunft hat.

## Bürgermeister
Die Namen in ungarischer Reihenfolge, Nachname, Vorname
- 1990–1994: Lakatos Dénes (unabhängig)[4]
- 1994–1998: Lakatos Dénes (unabhängig)[5]
- 1998–2002: Lakatos Dénes (unabhängig)[6]
- 2002–2006: Lakatos Dénes (unabhängig)[7]
- 2006–2010: Lakatos Dénes (unabhängig)[8]
- 2010–2014: Csegei László (unabhängig)[9]
- 2014–2019: Csegei László (unabhängig)[10]
- 2019–2024: Csegei László (unabhängig)[11]

## Belege
1. ↑  Szabolcs időközi polgármester-választás. Nemzeti Választási Iroda, 20. Oktober 2024, abgerufen am 28. Oktober 2024 (ungarisch, englisch).
2. ↑  Magyarország helységnévtára: Szabolcs. In: ksh.hu. Központi Statisztikai Hivatal, abgerufen am 29. Oktober 2024 (ungarisch).
3. ↑  Gabriel Silagi (Hrsg.): Die „Gesta Hungarorum“ des anonymen Notars. Die älteste Darstellung der ungarischen Geschichte (= Ungarns Geschichtsschreiber. Band 4). Jan Thorbecke, Sigmaringen 1991, ISBN 3-7995-2910-1, S. 70 (lateinischer Text) und S. 71 (deutsche Übersetzung, hier orthographisch angepasst).
4. ↑  Szabolcs települési választás eredményei. (txt) Nemzeti Választási Iroda, 1990, abgerufen am 21. Februar 2020 (magyar).
5. ↑  Szabolcs települési választás eredményei. Országos Választási Iroda, 11. Dezember 1994, abgerufen am 3. Februar 2020 (magyar).
6. ↑  Szabolcs települési választás eredményei. Országos Választási Iroda, 18. Oktober 1998, abgerufen am 18. März 2020 (magyar).
7. ↑  Szabolcs települési választás eredményei. Országos Választási Iroda, 20. Oktober 2002, abgerufen am 18. März 2020 (magyar).
8. ↑  Szabolcs települési választás eredményei. Országos Választási Iroda, 1. Oktober 2006, abgerufen am 18. März 2020 (magyar).
9. ↑  Szabolcs települési választás eredményei. Országos Választási Iroda, 3. Oktober 2010, abgerufen am 8. Januar 2012 (magyar).
10. ↑  Szabolcs települési választás eredményei. Nemzeti Választási Iroda, 12. Oktober 2014, abgerufen am 3. Februar 2020 (magyar).
11. ↑  Szabolcs települési választás eredményei. Nemzeti Választási Iroda, 13. Oktober 2019, abgerufen am 3. Februar 2020 (magyar).